# Speos Artemidos

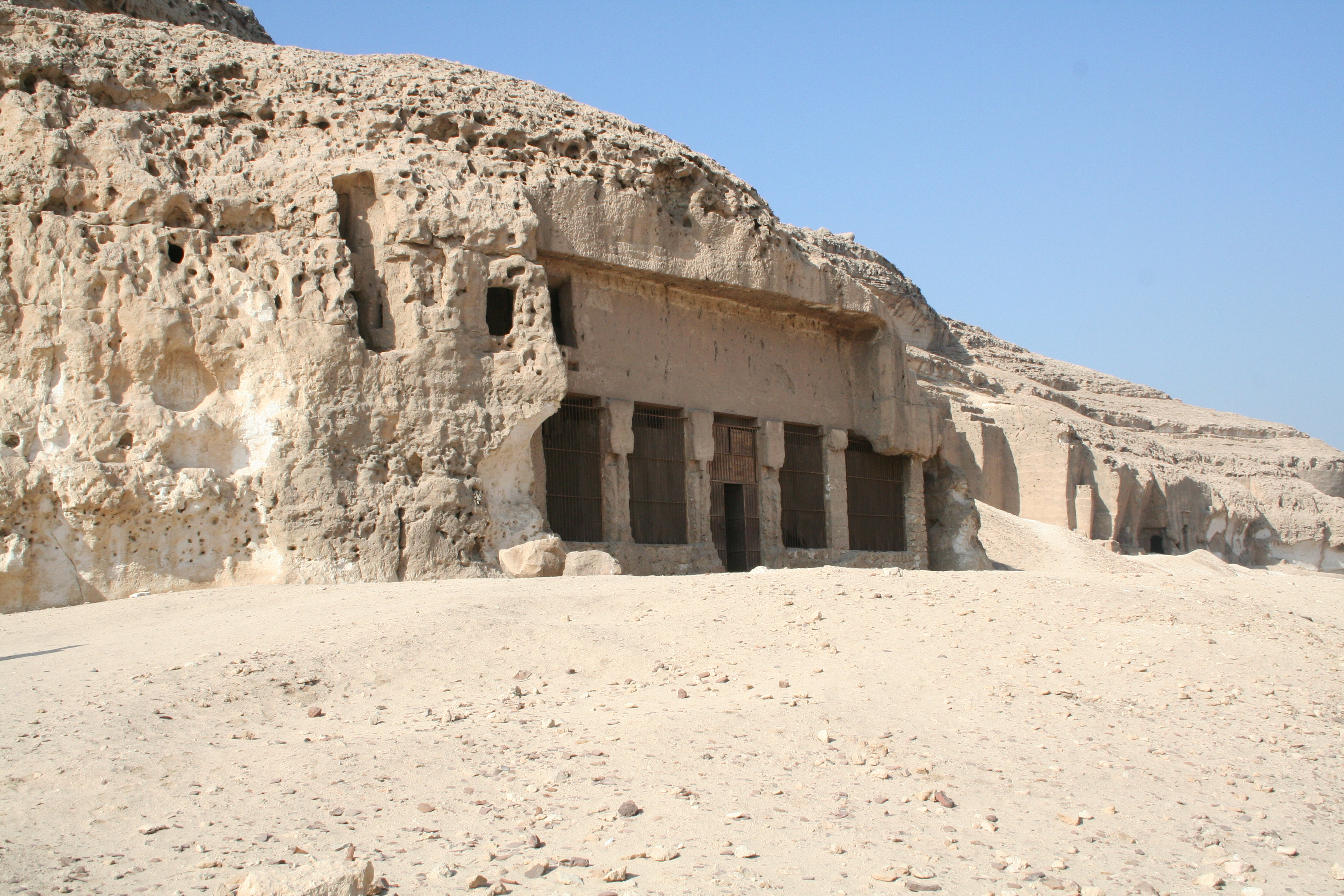
Il tempio dall'esterno

Lo Speos Artemidos è un piccolo tempio rupestre fatto realizzare dalla regina Hatshepsut. Si trova due chilometri a sud di Al-Minya. Fu chiamato Speos Artemidos (in greco antico Grotta di Artemide) poiché venne innalzato in onore della dea leonessa Pakhet, per i greci Artemide. Sul sito è sorto un piccolo villaggio, in arabo إسطبل عنتار, Isṭabl ʿAntār.

## Descrizione
Questo tempietto fu costruito nella cosiddetta Valle del Coltello, a sud della necropoli di Beni Hassan; si tratta del primo tempio rupestre dell'antico Egitto. Si apriva all'esterno con un ampio vestibolo di forma rettangolare con otto pilastri quadrati, ossia quattro per lato. Nella parete settentrionale vi era scavato un corridoio che conduceva al santuario dove troneggiava una scultura riproducente la dea Pakhet, a cui il tempio era dedicato. La particolarità di quest'opera architettonica consisteva nel fatto che fosse integramente scavata nella viva roccia e che infatti Hatshepsut chiamò la dimora divina della valle. I monumenti di questo tempio erano degradati dall'abbandono e deteriorati forse da qualche invasione, così che Hatshepsut li fece restaurare e ricostruì il nuovo tempio; nelle incisioni la regina si attribuisce il merito di avere domato un'invasione, liberando così quella parte d'Egitto. Più avanti, nello stesso luogo, per opera di Ramesse III fu edificato il cosiddetto castello dei milioni di anni.

## Culto
La dea Pakhet in realtà veniva identificata con la furia distruttrice del Sole rovente della stagione calda (Shemu, ossia l'estate), ed era una delle forme locali della dea Hathor. Sui testi dei sarcofagi viene descritta come cacciatrice, nell'atteggiamento di scovare le prede nel profondo della notte.